# Институт стран Азии и Африки
Институт стран Азии и Африки (ИСАА) — факультет Московского государственного университета имени М. В. Ломоносова, созданный 24 апреля 1956 года в качестве специального факультета изучения восточных языков.
До 1972 года назывался Институт восточных языков (ИВЯ).

## История изучения восточных языков в Московском университете
Указ Елизаветы Петровны от 24 января (4 февраля) 1755 года положил начало востоковедного образования. Языки, изучаемые на тот момент — древнееврейский и турецко-татарский.
В 1804 году был издан новый Указ, согласно которому утверждалась кафедра восточных языков на отделении словесных наук философских факультетов. Первым ректором в то время был Алексей Васильевич Болдырев (в 1818 году закончил ИМУ).
В 1855 году кафедра была преобразована в кафедру санскрита, которую возглавлял Павел Яковлевич Петров (до 1875 года).
С середины XIX века на соответствующих факультетах можно было получить востоковедческое образование при помощи следующих дисциплин: истории, экономики и филологии. Одновременно с этим развивались тесные связи с Лазаревским университетом восточных языков (с 1921 года — Московский институт востоковедения).
В советское время факультеты университета строили учебные программы в рамках междисциплинарного подхода, включавшего такие дисциплины, как: история, экономика, археология, языкознание и литературоведение.
В годы Великой Отечественной войны были сформированы следующие подразделения:
- Восточное отделение на филологическом факультете в составе тюркской и иранской филологий (1943);
- Отделение истории стран Востока (1944);
- Кафедра китайской филологии (сформировалась в 1953).

Официальная дата открытия ИСАА — 24 июня 1956 года.

## Институт в наши дни
В состав ИСАА входит 19 кафедр, а также научные центры и лаборатории. Институт ведет приём на программы высшего профессионального образования в рамках образовательных стандартов МГУ по направлениям подготовки бакалавриата («Востоковедение и африканистика»), магистратуры («Востоковедение и африканистика») и аспирантуры («Экономика», «Политические науки и регионоведение», «Языкознание и литературоведение», «Исторические науки и археология»). Институт связан с ведущими профильными российскими университетами и научными центрами, совместно с которыми проводит исследовательскую деятельность. С 2017 года в соответствии с Федеральным законом № 148-ФЗ от 23.05.2016 года «О внесении изменений в статью 4 Федерального закона „О науке и государственной научно-технической политике“» институт получил право создать на свой базе советы по защите диссертаций, принимающий к рассмотрению работы по специальностям «Литература народов стран зарубежья» и «Языки народов зарубежных стран Европы, Азии, Африки, аборигенов Америки и Австралии».
Институт издаёт журнал «Вестник Московского университета. Серия 13. Востоковедение» (1957).
С 2013 года в институте открыт Музей истории востоковедения, объединяющий в своей экспозиции предметы быта народов Востока, археологические находки, документы письменности, подарки зарубежных коллег и другие важные исторические артефакты. Центральным экспонатом музея является историческая факсимильная копия постановления Совета министров СССР № 657 от 16 мая 1956 г. «Об организации Института восточных языков при МГУ».
Фонд библиотеки ИСАА составляет более 80000 изданий и служит обеспечению научного и учебного процесса института. Фонд библиотеки включает в себя собрание отечественных и зарубежных изданий по гуманитарной восточной тематике на русском, 11 западноевропейских и 40 восточных языках за период XIX—XX вв. Наиболее полно представлены отделы: филология, языкознание, история, экономика, культура и искусство, религия, философия стран зарубежного Востока. Фонд библиотеки состоит из учебников, монографий, справочно-энциклопедических изданий, языковых и тематических словарей, художественных изданий, журналов.

## Подготовка специалистов

### Изучаемые языки
Сегодня в ИСАА преподаются азиатские языки (китайский, японский, корейский, вьетнамский, монгольский, тайский, бирманский, филиппинский, персидский, пушту, арабский, турецкий, иврит, хинди, санскрит, урду, сингальский, дари, кхмерский, индонезийский, малайзийский, казахский) и несколько африканских (суахили, хауса, амхарский, африкаанс, фула, зулу).

### Аспекты подготовки
Выпускники института получают диплом по направлениям подготовки «Востоковедение, африканистика» с одним из профилей:
- филология («Языки и литературы стран Азии и Африки»);
- история («История стран Азии и Африки»);
- политология («Политическое развитие стран Азии и Африки»);
- экономика («Экономическое развитие стран Азии и Африки»).

## Директора (ректоры)
Список директоров Института:
- д-р ист. наук Н. А. Смирнов (ректор в 1956–1958 гг.)[9][10];
- канд. филол. наук А. А. Ковалёв (ректор в 1958–1972 гг., директор в 1972–1975 гг.)[11];
- д-р ист. наук Р. Т. Ахрамович (директор в 1975–1989 гг.)[12];
- д-р ист. наук А. В. Меликсетов (директор в 1989–1994 гг.)[13];
- д-р ист. наук М. С. Мейер (директор в 1994–2012 гг.)[14];
- д-р ист. наук И. И. Абылгазиев (и. о. директора в 2013–2021 гг.)[15][16];
- д-р ист. наук А. А. Маслов (и. о. директора с 2021 г.)[17].

## Дирекция
Состав дирекции ИСАА:
- Директор — Маслов Алексей Александрович[17][19];
- Заместитель директора по научной деятельности — Фесюн Андрей Григорьевич;
- Заместитель директора по УМО — Сапожникова Олеся Андреевна;
- Заместитель директора по международному сотрудничеству — Синцова Екатерина Сергеевна;
- Заместитель директора по АХР — Шемякин Алексей Николаевич.

## Подразделения института

### Кафедры
Филологическое учебно-методическое объединение
- Кафедра арабской филологии (основана в 1956);
- Кафедра иранской филологии (основана в 1956);
- Кафедра японской филологии (основана в 1962)[21];
- Кафедра индийской филологии (основана в 1956);
- Кафедра китайской филологии (основана в 1956);
- Кафедра тюркской филологии (основана в 1943, в составе ИСАА — с 1956);
- Кафедра филологии Юго-Восточной Азии, Монголии и Кореи (основана в 1956);
- Кафедра западноевропейских языков (основана в 1956).

Историческое учебно-методическое объединение
- Кафедра истории Ближнего и Среднего Востока (основана в 1944, в составе ИСАА — с 1956);
- Кафедра истории Китая (основана в 1956);
- Кафедра истории Южной Азии (основана в 1956);
- Кафедра истории стран Дальнего Востока и Юго-Восточной Азии (основана в 1944, в составе ИСАА — с 1956);
- Кафедра истории и культуры Японии (основана в 2003);
- Кафедра стран Центральной Азии и Кавказа (основана в 2008).

Социально-экономическое учебно-методическое объединение
- Кафедра экономики и экономической географии стран Азии и Африки (основана в 1956);
- Кафедра международных экономических отношений (основана в 1974);
- Кафедра ЮНЕСКО «Востоковедение и африканистика: современные методы изучения и преподавания» (основана в 2016).

Кафедры комплексного обучения
- Кафедра африканистики (основана в 1960);
- Кафедра иудаики (основана в 2005).

### Лаборатории и исследовательские центры
- Лаборатория экспериментальной фонетики (основана в 1962);
- Международный центр корееведения МГУ (основан в 1991);
- Общество «Нусантара» (малайско-индонезийские исследования);
- Лаборатория вычислительной техники;
- Лаборатория технических средств обучения.